# خون‌درخت سرخ
خون‌درخت سرخ (نام علمی: Corymbia gummifera) نام یک گونه از سرده خون‌درخت‌ها است.